# Sularif
Het Sularif (Noors: Sularev) is een diepwaterkoraalrif ten noorden van Frøya, Noorwegen. In het rif komen draakvissen en koudwaterkoraal voor.
Het rif is ontdekt door Statoil tijdens een zoektocht naar aardgas. Het Sularif is 13 kilometer lag en 35 meter hoog, en heeft een breedte van 700 meter.